# مریو
مریو (به فرانسوی: Mérieux) شرکتی پژوهشی-دارویی در فرانسه است. 
این شرکت تولیدکننده تجهیزات و کیت های آزمایشگاهی میباشد.
این شرکت توسط شرکت سانوفی آونتی خریداری شده‌است.

## پرونده خون‌های آلوده
در سال‌های دهه هشتاد میلادی، این شرکت فاکتورهای انعقادی خون را برای استفاده بیماران هموفیلی علاوه بر خودِ کشورِ فرانسه، به برخی کشورها از جمله آلمان، ایتالیا، آرژانتین، عربستان، عراق، ایران و یونان صادر کرد، که اغلب داروهای ارسالی به ایران از فرانسه آلوده به ویروس HIV بود.
در سال ۱۳۶۴ فراورده‌های خونی شرکت فرانسوی مریو که آلوده به ویروس اچ‌آی‌وی بود، به بیماران هموفیلی، که نیاز دائم به دریافت انواع فاکتورهای انعقادی خون دارند داده شد. هنگامی که این موضوع در میان بیماران هموفیلی افشا شد، وزارت بهداشت آلودگی فراورده‌های خونی وارداتی به ایران را تکذیب کرد در حالی که نمایندهٔ این شرکت پس از بازگشت به کشورش فرانسه، در نامه‌ای به وزیر بهداشتِ آن زمان، آلوده بودن فراورده‌های شرکت مریو را تأیید کرد.
در سال ۱۳۶۶ اولین مورد از بیماران هموفیلی که از طریق فراورده‌های خونی آلوده به بیماری ایدز مبتلا شدند شناسایی شد. پس از افشای این موضوع در دهه هفتاد، پرونده‌ای در این مورد تشکیل شد و در خرداد ۱۳۸۳، دادگاه حکم به پرداخت خسارت از طرف سازمان انتقال خون ایران به ۹۷۴ شاکی پرونده، درمان بیماران مبتلا و عذرخواهی وزارت بهداشت داد. ولی تنها خسارت پرداخت شد و درمان بیماران و عذر خواهی وزارت بهداشت مسکوت ماند. همچنین آمار واقعی بیماران هموفیلی و نزدیکان آنان اعلام نشد.
پرداخت خسارت به قربانیان (که بالغ بر چند ده میلیارد تومان می‌شود) در طی سالها به دلیل کسر بودجه وزارت بهداشت ایران به تعویق افتاده‌است که با تأخیری ۳ ساله انجام شد.
مطابق آمار تنها در کشور فرانسه ۱۲۵۰ بیمار هموفیلی در اثر تزریق خون آلوده به ویروس HIV به ایدز مبتلا شدند که از میان آنها ۴۰۰ نفر در اثر این بیماری جان باختند. در ایران نیز حداقل ۱۹۳ نفر به دلیل خون‌های آلوده به ایدز مبتلا شدند، متأسفانه در آن زمان کیت‌های تشخیص ویروس HIV به ایران فروخته نشد تا بتواند آمار درستی تهیه کند اما از ۲۰۰ تست ۱۹۳ مثبت وجود داشت.